# Liste der Arbeitslager in Guangxi
„Umerziehung durch Arbeit“ ist ein System von Arbeitslagern der Volksrepublik China. Diese Liste führt solche Arbeitslager in der Autonomen Region Guangxi auf.
| Name                                                      | Unternehmensname | Stadt/Kreis | Dorf/Stadt | Gründungsjahr | Bemerkungen                                                                             |
| --------------------------------------------------------- | ---------------- | ----------- | ---------- | ------------- | --------------------------------------------------------------------------------------- |
| Umerziehung durch Arbeit Stadt Beihai                     |                  | Beihai      |            |               | inklusive unbestätigte Information                                                      |
| Umerziehung durch Arbeit Dumo                             |                  | Lipu        | Dumo       |               | inklusive unbestätigte Information                                                      |
| Umerziehung durch Arbeit Nr. 1 Autonome Region Guangxi    |                  | Nanning     |            |               | In zehn Produktionsbrigaden geteilt                                                     |
| Umerziehung durch Arbeit Nr. 2 Autonome Region Guangxi    |                  | Liuzhou     |            |               | 1300 Insassen im Juni 2003                                                              |
| Umerziehung durch Arbeit Nr. 4 Autonome Region Guangxi    |                  | Guilin      |            |               | Produziert Druckmaterialien                                                             |
| Umerziehung durch Arbeit Nr. 5 Autonome Region Guangxi    |                  | Guilin      |            |               |                                                                                         |
| Umerziehung durch Arbeit für Drogentherapie Nr. 2 Guangxi |                  | Beihai      |            | 2003          | Bis 2004 in Nanning                                                                     |
| Umerziehung durch Arbeit der Frauen Guangxi               |                  | Nanning     | Yongning   |               | Hat Falun-Gong-Anhängerinnen. Vorher als Umerziehung durch Arbeit Nr. 1 Guangxi bekannt |
| Umerziehung durch Arbeit Liuzhou                          | Farm Xinxing     | Liuzhou     |            | 1951          | Über 8000 ha Fläche.                                                                    |
| Umerziehung durch Arbeit Maoqiao                          |                  | Nanning     | Maoqiao    |               | inklusive unbestätigte Information                                                      |
| Umerziehung durch Arbeit Wuzhou                           |                  | Wuzhou      |            |               | inklusive unbestätigte Information                                                      |

## Quelle
- Laogai Handbook (2007–2008). (PDF; 3,5 MB) The Laogai Research Foundation, 2008, abgerufen am 10. Januar 2011.